# Maroun Lahham
Maroun Elias Nimeh Lahham ar. مارون لحّام, (ur. 20 lipca 1948 w Irbid) – jordański duchowny katolicki, arcybiskup Tunisu w latach 2010-2012, biskup pomocniczy łacińskiego patriarchy Jerozolimy w latach 2012-2017.

## Życiorys

### Prezbiterat
Święcenia kapłańskie otrzymał 24 czerwca 1972 i został inkardynowany do łacińskiego patriarchatu Jerozolimy. Przez wiele lat pracował jako duszpasterz parafialny, zaś w latach 1976-1979 był misjonarzem w Dubaju. W latach 1988–1992 studiował w Rzymie, po czym został dyrektorem generalnym katolickich szkół patriarchatu, zaś w 1994 objął urząd rektora seminarium w Bajt Dżala.

### Episkopat
8 września 2005 papież Benedykt XVI mianował go biskupem ordynariuszem diecezji Tunisu. Sakry biskupiej udzielił mu łaciński patriarcha Jerozolimy - abp Michel Sabbah. Współkonsekratorami byli abp Fouad Twal i nuncjusz apostolski w Ziemi Świętej abp Pietro Sambi.
22 maja 2010 po podniesieniu diecezji do rangi archidiecezji został jej pierwszym arcybiskupem.
19 stycznia 2012 został biskupem pomocniczym łacińskiego patriarchy Jerozolimy ze stolicą tytularną Medaba, z przeznaczeniem do pracy w Jordanii. Funkcję tę pełnił do 4 lutego 2017.